# Without You (LIVの曲)
「Without You」（ウィズアウト・ユー）は、LIVの1枚目のシングル。

## 概要
押尾学と南徹率いるバンドLIVのデビューシングル。TBS系列『COUNT DOWN TV』オープニング・テーマ。カップリングは表題曲の英語バージョンを収録。

## 収録曲
1. Without You
2. air
3. Without You (English Ver.)

作詞：押尾学　作曲：南徹　編曲：南徹・押尾学